# Aleks Syntek y la Gente Normal
Aleks Syntek y La Gente Normal fue una banda mexicana formada en 1989. Estaba integrada por Aleks Syntek, León Chiprut y Michel Rojkind. A lo largo de su carrera contaron con la colaboración de artistas como Sasha Sokol, Sabo Romo de Caifanes y Ray Manzarek, teclista fundador de la banda The Doors, así como el director musical Eric Calvi.
Su segundo álbum, Más fuerte de lo que pensaba, fue el de mayor éxito comercial para la banda, convirtiéndose en disco de oro por sus más de 250,000 copias vendidas.
Las canciones más recordadas por mencionar algunas son El camino, Una pequeña parte de ti, Más fuerte de lo que pensaba, Unos quieren subir, Mis impulsos sobre ti, La fe de antes, Sin ti, Lindas criaturitas, Volando bajo, Bienvenido a la vida  o La Tierra por conquistar.

## Historia

### Antecedentes y¡Hey Tú!
En 1988, Aleks Syntek había sido tecladista en la banda Kenny y los Eléctricos. Posteriormente, en 1989 se uniría a León Chiprut y Michel Rojkind para crear un grupo al que bautizarían como La Gente Normal. Tras recomendaciones del baterista Alfonso André con EMI music, el grupo grabó su primer trabajo llamado ¡Hey tú!; editado en 1990.De este álbum se desprenden los sencillos "Unos quieren subir" y Una pequeña parte de ti.
El álbum se caracterizó por experimentar con el tecno y con el city-pop. Mediáticamente pasó desapercibido.

### Más fuerte de lo que pensaba y éxito comercial
En 1992, la banda entra a los estudios a grabar su segundo trabajo: Más fuerte de lo que pensaba. Mismo que contó con la participación del bajista Sabo Romo, así como Ray Manzarek, exteclista de The Doors, en el tema Nuestras costumbres.
Este álbum es recordado por su éxito Mis impulsos sobre ti, sencillo que le valió al disco unas ventas superiores a las 250,000 copias 

### Declive y últimos años
Hacia 1995, León Chiprut ya había salido de la agrupación para dedicarse a la fotografía. Grabaron su tercer álbum, de tintes conceptuales, Bienvenido a la vida; los temas se tornaron más experimentales con una notable vanguardia electrónica. En contraposición al estilo new wave de sus trabajos anteriores. Sin embargo, las ventas fueron bastante menores. 
De esta obra se desprenden los sencillos «La fe de antes», «Bienvenido a la vida» y «Evolución».
En 1997, la banda publicaría su cuarto y último álbum Lugar secreto, donde continuaron desarrollando los sonidos electrónicos. De este álbum se desprenden los sencillos  Lindas Criaturitas , Volando bajo,Otra Parte de Mi y Sin ti.
Pese a la notable evolución musical, las bajas ventas de los últimos discos provocaron que EMI music entregara su carta de retiro al grupo. Con lo cual, Syntek iniciaría su carrera como solista componiendo la banda sonora del filme mexicano Sexo, pudor y lágrimas. Michel Rojkind, por su parte, se dedicaría a la arquitectura.

### Reunión no oficial
En 2023, León Chiprout formó, con Dorio Ferreira (antiguo compañero en el grupo Los Fulanos), un proyecto llamado Lisboa 77. Mismos que a su vez colaboraron con Aleks Syntek y y Michel Rojkind en el tema "Ser sin ser".

## Discografía
- ¡Hey Tú! (1990)
- Más fuerte de lo que pensaba (1993)
- Bienvenido a la vida (1995)
- Lugar secreto (1997)